# Outeiro (Montalegre)
Outeiro es una freguesia portuguesa del concelho de Montalegre, con 51,58 km² de superficie y 203 habitantes (2001). Su densidad de población es de 3,9 hab/km².